# Capsómero
Capsómeros (português europeu) ou capsômeros (português brasileiro) são unidades formadoras de capsídeos. Essas unidades se agrupam ao redor do ácido nucleico. O menor vírus, o bacteriófago phi-X174, tem 60 capsômeros na constituição de seu capsídeo, já o maior vírus, encontrado em uma espécie de mosca (Tipula iridiscens), apresenta 1500 capsômeros na constituição de seu capsídeo. Os capsômeros possuem importante papel na preservação do material genético do vírus, seja ele constituído por RNA ou DNA.

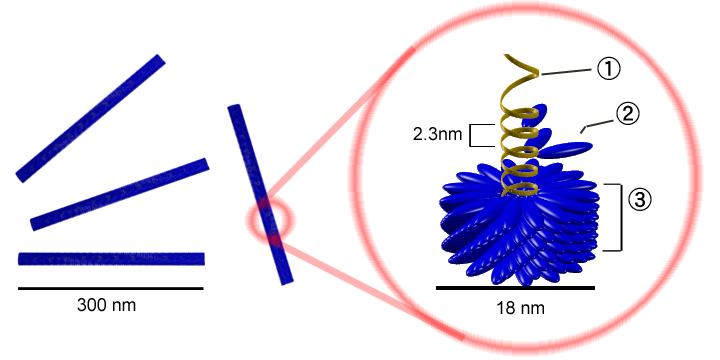
Partícula viral de um vírus do mosaico do tabaco (TMV):
1. Molécula de RNA, 2. Capsômero, 3. Capsídeo.

Envolvendo os capsômeros, temos o envelope viral. Esse possui elementos de membrana plasmática como glicoproteínas, que foram sequestradas da membrana plasmática da célula hospedeira no momento da liberação do vírus após sua montagem, garantindo espécie-especificidade. Uma vez que as partículas virais estejam livres, estas serão capazes de reconhecer a célula hospedeira adequada através desses elementos de membrana plasmática.